# 文錦渡事件
文錦渡事件（ぶんきんとじけん、英語: Man Kam To Incident）は、香港で六七暴動期間中の1967年8月に生じた中港境界地域における衝突である。
事件の発端は、境界を越えて働いていた中国大陸側の運送業者の一団が文錦渡警崗に大字報を掲示したものを、その後香港警察が撤去して警崗の外に鉄条網を張ったことで、労働者の不満が高まったことである。8月10日、労働者たちは文錦渡警崗（英語: Man Kam To Police Post）を包囲し、調停に来ていた大埔理民官のトレバー・ジョン・ベッドフォード、駐港英軍のロナルド・マカリスター中佐、邊境警区のウィリアム・パートン警司らを脅迫し、武装解除を命じた。翌早朝、ベッドフォード、マカリスター、ペイトンの3人は「供述証書」に署名した後、釈放され、武器は返還された。同日早朝、香港政庁はこの文書を承認せず、状況が緩和するまで香港中国間の境界を閉鎖すると発表した。

## 背景
1967年5月、香港で半年にわたる六七暴動が発生した。この暴動は造花工場の労働争議に端を発し、左派の介入と香港にも波及し席巻していた文化大革命の影響によって激化していた。左派は5月6日から警察と度々衝突を起こし、香港政庁は一部地域で夜間外出禁止令を発令した。左派グループはこの後、「港九各界同胞反対港英迫害闘争委員会」（略称「闘委会」）を結成し、「反英抗暴」をスローガンに植民地政府に対して挑戦を続け、植民地政府の運営に脅威をもたらした。
一方、7月8日には中港境界上にある沙頭角で銃撃戦が勃発し、中国国境から数百人の中国民兵がイギリス国境に侵入して沙頭角警崗を襲撃し、警察官5人が殉職、11人が負傷した（沙頭角銃撃戦）。駐港英軍は香港側に越境した大陸民兵を駆逐するよう要請され、香港政庁も沙頭角での夜間外出禁止令を発表した。事件後は英軍とグルカ兵が一時的に警察の国境パトロールを引き継いだが、境界の情勢は不安定なままだった。

## 経過

武装した大陸側労働者に包囲されるマカリスター中佐（前列左から1人目）、大埔理民官ベッドフォード（前列左から2人目）、辺境警区パートン警司（前列左から4人目）ら軍・警察関係者

マカリスター、ベッドフォード、パートンが文錦渡事件中に署名させられた「供述証書」（左）と「領収書」（右）

「供述調書」に署名後、押収された武器の返還を受ける英軍・警察関係者

8月5日、境界を越えて食料品輸送に従事していた大陸側労働者約30人が、中国側から香港側の文錦渡検問所に到着した。彼らは、橋詰にある警崗の壁から毛沢東思想を謳うスローガンが撤去されたことに不満を抱き、警崗内で銃器2丁を奪うと、警崗を包囲して押し入った。その後、大埔理民官トレバー・ジョン・ベッドフォードと第48グルカ歩兵旅団長ピーター・マーティン（Peter Martin）准将が両者の調停に入り、労働者が英領境界線内に扇動的でないスローガンを掲示すること、英領内での大陸住民の安全を確保すること、英領内で大陸住民が毛沢東思想を学習する集会を開くことに反対しないことを認める保証書に署名し、これにより労働者たちは解散した。
8月9日、別の運送業者グループが文錦渡の香港側境界線内で大字報を掲示したが、これは扇動的であるとして、夕方には辺境警備当局によって引き剥がされ、当局も文錦渡の香港側橋詰に鉄条網を張り、警崗に近づけないようにした。翌日の午後1時半ごろ、大陸側の運送労働者から、自分の台車が金網フェンスに当たったことで倒され、負傷したとの報告があった。数分のうちに、40人以上の労働者が警崗を取り囲み、当局に対して3つの要求、すなわち8月5日に行った3つの保証の履行、鉄条網の撤去、負傷した労働者への補償に応じるよう要求した。この時ベッドフォードは、第10メアリー王女グルカライフル連隊第1大隊副隊長のマカリスター中佐ら軍人・警察官を伴って調停に来たが、両者の交渉は膠着状態に陥り、警崗を包囲した労働者たちはベッドフォードやマカリスターらを警崗内に閉じ込めた。これに対して、第10グルカ連隊第1大隊を含む英軍は文錦渡の周囲で警備に当たった。
8月10日午後11時ごろ、この大陸側労働者グループは、鉤や斧で鉄条網を破り、警崗に突入してベッドフォード、マカリスター、英軍、警察ら十数人を脅し、武装解除を強要した。その後、ベッドフォードやマカリスターといった指揮官たちは、警崗外の文錦渡橋の橋詰に連行された。当時、英軍は労働者たちが人質を中国側まで連れて行くことを懸念し、救出作戦を計画していたが、ベッドフォードとマカリスターは拡声器で英軍に軽挙妄動を控えるよう伝えた。ベッドフォードとマカリスターらは人質となっている間、労働者たちから「供述調書」にサインし、労働者たちが先に出した3点の要求を受け入れるようよう強要されたが、彼らは当初これを拒否した。応酬が続いた後、労働者の1人が斧を持ってベッドフォードの前に立ち、別の労働者は鋭利なナイフを背中に向けた。マカリスターはピストルを背中に向けられた。その結果、ベッドフォード、マカリスター、辺境警区のウィリアム・パートン（William Paton）警司の3人は労働者たちの脅迫下でこの「供述調書」に署名することになった。署名後、労働者たちはベッドフォード、マカリスター、パートンを含む8人を文錦渡検問所の橋上に連れて行き、「供述調書」を読み上げさせ、8月11日の朝5時ごろに彼らを解放した上で、押収していた武器を返却したことで、事件は収まった。香港政庁は8月11日早朝、直ちに声明を発表し、ベッドフォードらが生命の危機にある状況下で署名した「供述調書」は認められないことを強調すると同時に、事態が緩和されるまで中港間の境界を完全に閉鎖すると発表した。

### 英文資料
- "Major General Ronald McAlister - obituary アーカイブ 2016年2月29日 - ウェイバックマシン", The Daily Telegraph, 22 September 2015.
- "Major-General Ronald McAlister", The Times, 12 September 2015.

### 中文資料
- 〈華界暴徒越界滋事，奪去英軍三枝槍械〉，《工商晚報》第一頁，1967年8月11日。
- 〈共區暴徒衝入文錦渡，搗毀鐵絲網奪軍警槍械，用刀斧脅迫理民官簽字〉，《香港工商日報》第四頁，1967年8月12日。
- 〈文錦渡大捷詳情：港英露醜後嚇得封鎖邊界棄守警署〉，《大公報》第一張第一及第三版，1967年8月12日。
- 〈六七暴動40周年回顧：走過香港文革的歲月 アーカイブ 2015年5月26日 - ウェイバックマシン〉，《香港蘋果日報》，2007年5月6日。
- 張家偉著，《六七暴動：香港戰後歷史的分水嶺》。香港：香港大學出版社，2012年。 ISBN 978-9-88808-396-1
- 《文化大革命志補卷一：赤禍香港》。延陵科學綜合室，造訪於2016年12月28日。